# لي جونغ
لي جونغ (بالكورية: 이용)‏ (و. 1986  م) هو لاعب كرة قدم، من كوريا الجنوبية، ولد في سول، شارك في كأس العالم لكرة القدم 2014، يلعب كمُدَافِع.

## روابط خارجية
- لي جونغ على موقع الاتحاد الدولي (مؤرشف)  (الإنجليزية)
- لي جونغ على موقع دوري كوريا الجنوبية (الإنجليزية)
- لي جونغ على موقع قاعدة بيانات كرة القدم.إي يو (الإنجليزية)
- لي جونغ على موقع ناشيونال فوتبول تيمز (الإنجليزية)
- لي جونغ على موقع Soccerway.com (الإنجليزية)
- لي جونغ على موقع عالم كرة القدم.نت (الإنجليزية)
- لي جونغ على موقع AS.com (الإسبانية)